# Virginia Wangare Greiner

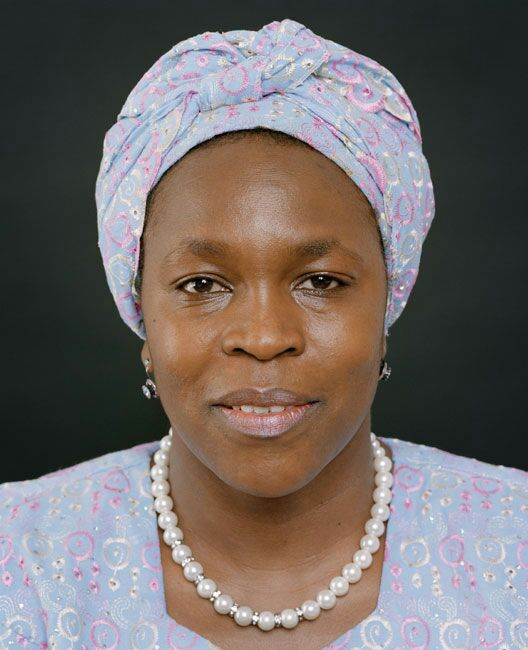
Virginia Wangare Greiner, 2015

Virginia Wangare Greiner (* 26. Juni 1959 in Eldoret, Kenia) ist eine kenianische Sozialarbeiterin. Seit 1986 lebt sie in Deutschland und ist seit 2015 gewähltes Mitglied der KAV (Kommunale Ausländer- und Ausländerinnenvertretung Frankfurt am Main). Für ihre Leistungen im Arbeitsfeld der Integration erhielt sie zahlreiche Auszeichnungen, darunter im Jahr 2001 den ersten Integrationspreis der Stadt Frankfurt am Main. Im Jahr 2006 wurde sie mit dem Bundesverdienstkreuz am Bande ausgezeichnet.

## Herkunft und beruflicher Werdegang
Bis 1978 besuchte Greiner eine weiterführende Schule in Eldoret, Kenia, bevor sie im Jahr 1979 in Nairobi mit benachteiligten Mädchen arbeitete. Ab 1984 war sie an dem ländlichen Frauenprojekt Kondo Farm beteiligt. Mit ihrem Ehemann und Kindern zog sie im Jahr 1986 nach Deutschland und absolvierte eine Ausbildung zur Hauswirtschaftsmeisterin. 1990 unterrichtete sie in der Frankfurter Volkshochschule Erwachsene über afrikanische Kultur und Kochkunst. Zwischen 1992 und 1995 arbeitete sie im Frankfurter Mädchenhaus FeM mit Mädchen in Not und organisierte Kulturreisen nach Kenia für Deutsche. 1996 wurde sie Leiterin des Afrikabereichs der Agisra. Seit 1999 ist sie Trainerin für interkulturelle Kompetenz bei der hessischen Polizei. 2001 begann ihre Tätigkeit für die Stadt Frankfurt a. M. als Sozial- und Gesundheitsberaterin für Afrikaner. Seit 2002 ist sie Vorsitzende der ADE (African Diaspora in Europe) und erhielt im selben Jahr den ersten Integrationspreis der Stadt Frankfurt am Main. Seit 2004 ist sie die Leiterin der Gesundheitsberatungsstelle für afrikanische Frauen in Frankfurt. Die Geschäftsführung und Projektkoordination der Maisha (Beratungsstelle für afrikanische Frauen in Deutschland) übernahm sie 2005.
Im Jahr 2006 erhielt sie Bundesverdienstkreuz am Bande. Ein Jahr später war sie Vorsitzende des Afrikanischen Bundesverbands in Deutschland, Mitglied des Integrationsforums der Bundesregierung und bis 2011 Vorsitzende des Migrantinnen-Netzwerks in Europa. Im Jahr 2011 wurde sie Mitglied des Bundesbeirats für Integration. Seit 2014 ist sie Vorstandsmitglied von DaMigra – Dachverband der Migrantinnen-Organisationen und ab 2015 Sprecherin von INTEGRA (Deutsches Netzwerk zur Überwindung von weiblicher Genitalverstümmlung). Seit 2015 ist sie gewähltes Mitglied der KAV (Kommunale Ausländer- und Ausländerinnenvertretung Frankfurt am Main).

### Ehrenamtliche Tätigkeiten
Sie führt afrikanische und kirchliche Veranstaltungen durch. Sie ist ehrenamtliche Sozialarbeiterin für afrikanische Frauen und Mädchen in Not, ehrenamtliche Dolmetscherin für Englisch und Swahili bei Behörden. Weiters arbeitet sie mit der Frankfurter Polizei zusammen. Das ASA Austauschprojekt Afrika/Deutschland wird von ihr koordiniert. In Hessen leitet sie das AFYA, das afrikanische Gesundheitsnetzwerk. Sie gründete die German National Platform für Migranten. Greiner hat eigene Verpflichtung innerhalb des Nationalen Integrationsplans der Bundesregierung. In der hessischen Landesregierung ist sie im Integrationsbeirat und hat das FGM Netzwerk bundesweit aufgebaut.

### Sonstige Aktivitäten im Bereich Integration
- Gesundheitsförderung für afrikanische Familien
- Gesundheitsvorsorge für Menschen ohne Papiere (Afrika Sprechstunde)
- Integration für afrikanische Frauen, Kinder und Jugendliche
- HIV und FGM (Weibliche Genitalverstümmelung)
- Integrationsbeirat Frankfurt am Main
- Arbeitskreis Gesundheit und Migration
- Gesundheit und Pflege
- European Network of Migrant Women
- European Women Lobby
- Forum für Integration der Bundesregierung
- Kenyan Community in Deutschland
- Projektpartner der Polizeischule Wiesbaden
- Afrikanische Ältere in Bewegung (MAPAP)
- German Platform for Migrant Women[1]
- Gesundheitsamt „Afrikanische Gesundheitsberatung“[8]

## Veröffentlichungen
- mit Garnet Algernon Parris: Afrikanische Ältere in Bewegung: Mapaa-Maisha’s Projekt für ältere Afrikaner. Maisha, 2012.
- Africa and FGM Laws: Regional and International Legal Framework to Protect Women and Girls Against FGM. Maisha, 2012.
- mit Garnet Algernon Parris: Thirty FGM Country Profiles. Maisha, 2012.
- mit Garnet Algernon Parris: Modern Day Slavery: African Prostitution in Europe and Africa. Maisha, 2012.
- mit Dörte Rompel: Schützt die Frauen und Mädchen vor FGM: Informationen zur rituellen Beschneidung von Frauen und Mädchen am Beispiel von Sierra Leone. Maisha, 2013.
- An Overview of Trafficking of Women and Children: With Particular Emphasis on Trafficking Within Africa and from Africa to Europe. Maisha, 2013.
- mit Garnet Algernon Parris: Zero Tolerance Poems: Africans Say No to FGM Through Poems. Maisha, 2014.

## Auszeichnungen
- 1999: „Youth on the move“
- 2002: Integrationspreis der Stadt Frankfurt am Main[2]
- 2006: Bundesverdienstkreuz am Bande[3]
- 2015: „Nana Yaa Asantewaa (NYA) – The African Achievement Awards“
- 2017: Elisabeth-Norgall-Preis[9]
- 2024: HeldinnenAward der Alice-Schwarzer-Stiftung[10]